# Laserdance Orchestra Vol.1
 Laserdance Orchestra Vol. 1 — студийный альбом голландского дуэта Laserdance, выпущенный в январе / феврале 1994 года.
Это была первая часть двойного попурри, в которую вошли произведения под лейблом Hotsound и ZYX Music, ранее выпущенные исключительно на виниловых грампластинках. Почти все песни были написаны в частной студии участника Laserdance Михиля ван дер Куя (Michiel van der Kuy), но подписание их под брендом Laserdance было не совсем верно, поскольку большинство из них являются инструментальными версиями композиций, первоначально подписанных именами вокалистов. В альбом также вошли композиции братьев Майкла ван Эйка (Michiel van Eijk) и Роба ван Эйка (Rob van Eijk), которые сотрудничали в 1980-х годах с ван дер Куем в музыкальном проекте Proxyon.
На тыльной стороне обложки диска написано: «Спасибо всем фанатам Laserdance за более чем десять замечательных лет. Специальное спасибо всей моей семье, Мириам (Miriam), Вольфганг (Wolfgang), Томми (Tommy), Роб (Rob), Рене (Rene), Кок, Андреас (Andreas) и Никлас (Niklas)».

## Список композиций
| №                   | Название              | Автор(ы)                                                | Длительность |
| ------------------- | --------------------- | ------------------------------------------------------- | ------------ |
| 1.                  | «Humanoid Invasion»   | Michiel van der Kuy, Ruud van Es, 1986                  | 6:15         |
| 2.                  | «Oh Que Calor»        | Michiel van der Kuy, Primero, 1987                      | 4:48         |
| 3.                  | «Please stay with me» | Erik van Vliet, Sisley Ferre, 1989                      | 6:10         |
| 4.                  | «Goody's Space Dream» | Michiel van der Kuy, Ruud van Es, 1984                  | 7:57         |
| 5.                  | «Power Run»           | Michiel van der Kuy, 1987                               | 5:26         |
| 6.                  | «Say You'll Be Mine»  | Rob van Eijk, вокал - Kim Taylor, 1987                  | 5:20         |
| 7.                  | «Feel so fine»        | Rob van Eijk, вокал - Kim Taylor, 1988                  | 5:36         |
| 8.                  | «Give me your Love»   | Michiel van der Kuy, вокал - Sisley Ferre, 1986         | 5:27         |
| 9.                  | «Crazy for your Love» | Michiel van der Kuy, вокал - Jody Pijper /Attack/, 1985 | 6:17         |
| 10.                 | «Love is the Reason»  | Michiel van der Kuy, вокал - John Mendes, 1985          | 4:45         |
| 11.                 | «Laserdance /Remix/»  | Erik van Vliet, Fonny De Wulf, 1984                     | 6:46         |
| 12.                 | «Open your Eyes»      | Michiel van de Kuy, вокал - Sisley Ferre, 1987          | 4:40         |
| Общая длительность: | Общая длительность:   | Общая длительность:                                     | 70:29        |